# Dāvis Bertāns
Dāvis Bertāns (Valmiera, 12 de novembro de 1992) é um jogador letão de basquete profissional que atualmente joga pelo Charlotte Hornets da National Basketball Association (NBA).
Ele foi selecionado pelo Indiana Pacers como a 42º escolha geral na segunda rodada do Draft da NBA de 2011.
Profissionalmente, ele jogou pelo ASK Riga e pelo BK Barons da Liga Letã, pelo Union Olimpija da Liga Eslovena, pelo Partizan da Liga Sérvia, pelo Saski Baskonia da Liga ACB e pelo San Antonio Spurs, Dallas Mavericks, Oklahoma City Thunder e Washington Wizards da NBA.

## Carreira profissional

### Riga (2008–2010)
Na temporada de 2007-08, Bertāns jogou pelo ASK Kadeti II. Entre 2008 e 2010, jogou pelo BAA Riga, da segunda divisão da Letônia. Durante este período, ele também teve duas passagens na primeira divisão com o ASK Riga no final da temporada de 2008-09 e com o BK Keizarmezs Riga no início da temporada de 2009-10.

### Olimpija (2010–2012)
Depois de iniciar a temporada de 2010-11 com o BK Barons, em novembro de 2010, Bertāns assinou um contrato de vários anos com o clube esloveno Union Olimpija.
Após a temporada de 2010-11, Bertāns foi selecionado pelo Indiana Pacers como a 42ª escolha geral no Draft da NBA de 2011. No entanto, seus direitos foram imediatamente negociados com o San Antonio Spurs, juntamente com a 15ª escolha geral, Kawhi Leonard, em troca de George Hill.

### Partizan (2012–2014)
Em janeiro de 2012, Bertāns deixou o Olimpija e assinou um contrato de três anos e meio com o clube sérvio Partizan.
Na série final da Liga Sérvia contra o Estrela Vermelha em junho de 2013, ele rasgou o ligamento cruzado anterior no joelho direito, o que o afastou por nove meses.
Bertāns voltou às quadras em 20 de março de 2014, contra o Maccabi Tel Aviv, ajudando sua equipe a conquistar uma vitória difícil na Top 16 da Euroliga contra os favoritos, contribuindo com dois pontos, dois rebotes e uma assistência em 15 minutos de ação. Oito dias depois, em 28 de março de 2014, Dāvis marcou 20 pontos, o maior número de sua equipe, em uma derrota na Top 16 da Euroliga para o Lokomotiv-Kuban. O Partizan terminou a temporada vencendo seu 13º título consecutivo da Liga Sérvia e o terceiro consecutivo de Dāvis, derrotando os rivais Estrela Vermelha por 3–1 na série final.
Em 3 de julho de 2014, Bertāns rescindiu seu contrato com o clube.

### Baskonia (2014–2016)
Em 19 de julho de 2014, Bertāns assinou um contrato de três anos com o clube espanhol Baskonia.
Em 26 de março de 2015, em um jogo contra o Olimpia Milano, Bertāns rasgou o ligamento cruzado anterior no joelho direito, a mesma lesão que o afastou em 2013. Posteriormente, ele foi descartado por seis a oito meses. Em 22 jogos na Euroliga, ele teve médias de 11,0 pontos e 2,9 rebotes, enquanto teve uma média de 11,4 pontos em 25 jogos na Liga ACB.
Em 14 de julho de 2016, Bertāns e Baskonia concordaram em um término de contrato.

### San Antonio Spurs (2016–2019)
Em 14 de julho de 2016, Bertāns assinou um contrato de 2 anos e US$1.4 milhões com o San Antonio Spurs.
Ele fez sua estreia pelos Spurs na abertura da temporada em 25 de outubro de 2016, marcando cinco pontos em quatro minutos na vitória por 129-100 sobre o Golden State Warriors. Em 25 de novembro de 2016, ele marcou 15 pontos para ajudar o San Antonio a derrotar o Boston Celtics por 109-103. Em 7 de janeiro de 2017, ele marcou 21 pontos na vitória por 102-85 sobre o Charlotte Hornets.
Em 29 de janeiro de 2017 contra o Dallas Mavericks, Bertāns tornou-se apenas o quarto novato dos Spurs com pelo menos 35 cestas de três pontos e 15 bloqueios em uma temporada, juntando-se a Kawhi Leonard, Manu Ginóbili e Lloyd Daniels. Em 11 de março de 2017, ele teve três cestas de 3 pontos na vitória por 107-85 sobre os Warriors para chegar a 51 cestas de três pontos na temporada. Ele se tornou apenas o sexto novato dos Spurs a atingir 50 em uma temporada. Durante sua temporada de estreia, ele jogou alguns jogos pelo Austin Spurs da G-League.
No início da temporada de 2017-18, Bertāns foi duas vezes designado para o Austin Spurs. Em 8 de janeiro de 2018, ele marcou 28 pontos na vitória por 107-100 sobre o Sacramento Kings. Em 13 de janeiro de 2018, ele marcou 18 pontos com seis cestas de 3 pontos em uma vitória de 112-80 sobre o Denver Nuggets.
Em 11 de julho de 2018, Bertāns re-assinou com os Spurs por dois anos e US$ 14 milhões. Em 27 de janeiro de 2019, ele marcou 21 pontos, seu recorde na temporada, em uma vitória por 132–119 sobre o Washington Wizards.

### Washington Wizards (2019–2022)
Em 6 de julho de 2019, Bertāns foi negociado dos Spurs para o Washington Wizards em um acordo de três equipes que também incluiu o Brooklyn Nets.
Em seu primeiro jogo em San Antonio após a troca, em 26 de outubro de 2019, Bertāns fez todas os seus arremessos e marcou 23 pontos. Em 22 de novembro, ele fez seis cestas de três pontos e marcou 20 pontos contra o Charlotte Hornets.
Em 22 de junho de 2020, três meses após a pausa na NBA, Bertāns decidiu não participar da bolha da NBA em Orlando, tornando-se o primeiro jogador a tomar essa decisão. Ele optou por não participar devido a razões pessoais, incluindo duas lesões anteriores no ligamento cruzado anterior (ACL). Bertāns estava entrando na free agency e viu essa decisão como uma medida preventiva. Se os Wizards não avançassem além dos jogos de classificação em Orlando, ele poderia perder US$520.000. O time apoiou totalmente a decisão de Bertāns e, como esperado, a equipe não se classificou para os playoffs.
Em 21 de novembro de 2020, Bertāns concordou com um acordo de 5 anos e US$80 milhões de dólares com os Wizards.
Em 17 de fevereiro de 2021, ele marcou 35 pontos na vitória por 130-128 sobre o Denver Nuggets. Ele registrou nove cestas de 3 pontos, tornando-se o terceiro jogador na história da equipe a fazê-lo.

### Dallas Mavericks (2022–2023)
Em 10 de fevereiro de 2022, Bertāns, juntamente com Spencer Dinwiddie, foi trocado para o Dallas Mavericks em troca de Kristaps Porziņģis.

### Oklahoma City Thunder (2023–2024)
Em 6 de julho de 2023, Bertāns, junto com a 10ª escolha do draft da NBA de 2023, foi trocado para o Oklahoma City Thunder em troca da 12ª escolha do draft.

### Charlotte Hornets (2024–Presente)
Em 8 de fevereiro de 2024, Bertāns foi trocado, juntamente com Tre Mann, Vasilije Micić, uma escolha de segunda rodada de 2024, uma escolha de segunda rodada de 2025, para o Charlotte Hornets em troca de Gordon Hayward.

## Carreira na seleção
Bertāns representou a Seleção Letã no EuroBasket de 2011 com médias de 5,6 pontos e 2 rebotes. Ele retornou para a EuroBasket de 2017, agora em um papel mais proeminente, com médias de 14 pontos, 3 rebotes e 2 assistências.

## Estatísticas

### NBA

#### Temporada regular
| Ano      | Equipe        | PJ  | PT | MPJ  | AP   | 3P   | LL   | RT  | AS  | BR | TO | PPJ  |
| -------- | ------------- | --- | -- | ---- | ---- | ---- | ---- | --- | --- | -- | -- | ---- |
| 2016–17  | San Antonio   | 67  | 6  | 12.1 | .440 | .399 | .824 | 1.5 | .7  | .3 | .4 | 4.5  |
| 2017–18  | San Antonio   | 77  | 10 | 14.1 | .440 | .373 | .816 | 2.0 | 1.0 | .3 | .4 | 5.9  |
| 2018–19  | San Antonio   | 76  | 12 | 21.5 | .450 | .429 | .883 | 3.5 | 1.3 | .5 | .4 | 8.0  |
| 2019–20  | Washington    | 54  | 4  | 29.3 | .434 | .424 | .852 | 4.5 | 1.7 | .7 | .6 | 15.4 |
| 2020–21  | Washington    | 57  | 7  | 25.7 | .404 | .395 | .870 | 2.9 | .9  | .6 | .2 | 11.5 |
| 2021–22  | Washington    | 34  | 0  | 14.7 | .351 | .319 | .933 | 1.8 | .5  | .3 | .2 | 5.7  |
| 2021–22  | Dallas        | 22  | 0  | 13.9 | .375 | .360 | .800 | 2.5 | .7  | .3 | .3 | 5.3  |
| 2022–23  | Dallas        | 45  | 1  | 10.9 | .431 | .390 | .867 | 1.2 | .5  | .2 | .2 | 4.6  |
| 2023–24  | Oklahoma City | 15  | 0  | 6.1  | .385 | .417 | .933 | .7  | .6  | .2 | .2 | 2.9  |
| 2023–24  | Charlotte     | 28  | 1  | 20.8 | .394 | .375 | .889 | 1.8 | .9  | .8 | .3 | 8.8  |
| Carreira | Carreira      | 475 | 41 | 16.9 | .410 | .388 | .866 | 2.2 | .8  | .4 | .3 | 7.2  |

#### Play-In
| Ano  | Equipe     | PJ | PT | MPJ  | AP   | 3P   | LL    | RT | AS | BR | TO | PPJ |
| ---- | ---------- | -- | -- | ---- | ---- | ---- | ----- | -- | -- | -- | -- | --- |
| 2021 | Washington | 2  | 0  | 25.7 | .267 | .154 | 1.000 | .5 | .0 | .5 | .0 | 6.5 |

#### Playoffs
| Ano      | Equipe      | PJ | PT | MPJ  | AP   | 3P   | LL    | RT  | AS  | BR | TO | PPJ |
| -------- | ----------- | -- | -- | ---- | ---- | ---- | ----- | --- | --- | -- | -- | --- |
| 2017     | San Antonio | 13 | 0  | 8.6  | .444 | .400 | .667  | 1.5 | .2  | .2 | .3 | 2.8 |
| 2018     | San Antonio | 5  | 0  | 16.4 | .167 | .188 | .727  | 2.2 | 1.2 | .4 | .0 | 3.4 |
| 2019     | San Antonio | 5  | 0  | 15.8 | .333 | .273 | .600  | 1.6 | 1.0 | .0 | .2 | 3.2 |
| 2021     | Washington  | 4  | 2  | 26.5 | .407 | .348 | 1.000 | 2.8 | .3  | .3 | .5 | 9.3 |
| 2022     | Dallas      | 18 | 0  | 10.7 | .400 | .373 | .833  | 1.4 | .3  | .4 | .1 | 4.1 |
| Carreira | Carreira    | 45 | 2  | 15.6 | .350 | .316 | .765  | 1.9 | .5  | .2 | .2 | 4.5 |

### EuroLeague
| Ano      | Equipe         | PJ | PT | MPJ  | AP   | 3P   | LL    | RT  | AS  | BR  | TO | PPJ  |
| -------- | -------------- | -- | -- | ---- | ---- | ---- | ----- | --- | --- | --- | -- | ---- |
| 2011–12  | Union Olimpija | 10 | 1  | 15.6 | .282 | .217 | 1.000 | 2.2 | .5  | .1  | .1 | 3.0  |
| 2012–13  | Partizan       | 10 | 1  | 20.0 | .385 | .471 | .625  | 2.3 | .7  | 1.1 | .2 | 6.6  |
| 2013–14  | Partizan       | 4  | 2  | 21.9 | .435 | .435 | .000  | 3.8 | 1.3 | .8  | .5 | 12.5 |
| 2014–15  | Baskonia       | 22 | 18 | 21.9 | .381 | .355 | .853  | 2.9 | .9  | .2  | .5 | 11.0 |
| 2015–16  | Baskonia       | 15 | 8  | 20.7 | .514 | .474 | .905  | 1.9 | .9  | .4  | .4 | 7.9  |
| Carreira | Carreira       | 61 | 30 | 20.0 | .399 | .390 | .676  | 2.6 | .8  | .5  | .3 | 8.2  |

## Vida pessoal
O irmão mais velho de Bertāns, Dairis, também é um jogador profissional de basquete; ele jogou anteriormente pelo New Orleans Pelicans. Seu pai, Dainis, era um jogador profissional de basquetebol e atualmente é um treinador juvenil. A mãe deles é professora de esportes e ex-remadora de alto nível. Na infância, Bertāns foi criado na cidade mais ao norte da Letônia, Rūjiena, até que seus pais se mudaram para a capital Rīga. Bertāns é fluente na língua sérvia.
Devido a um acidente, Bertāns não tem uma parte do dedo anelar em sua mão direita.

Ele é um ex-vegano que atualmente segue uma dieta pescetarianismo sem laticínios; a dificuldade em encontrar boa comida vegana durante as viagens com seu time influenciou a decisão de Bertāns de mudar sua dieta.